# Derivação urinária
Derivação urinária é qualquer um dos tipos de cirurgia realizadas para desviar o fluxo da urina de seu trajeto normal. Pode ser necessária quando os ureteres, bexiga urinária ou uretra estiverem doentes ou defeituosos.
Está também relacionado com a continência/incontinência. 